# Helmut Walcha
Helmut Walcha (27. října 1907 Lipsko – 11. srpna 1991 Frankfurt nad Mohanem) byl německý varhaník a cembalista.

## Biografie
Ve svých 19 letech oslepl následkem očkování proti neštovicím. Jako patnáctiletý úspěšně složil přijímací zkoušky na Lipskou konzervatoř, zde se stal nejmladším studentem hry na varhany u Günthera Ramina. V letech 1926 až 1929 byl zástupcem regenschoriho v kostele sv. Tomáše v Lipsku. Své první veřejné vystoupení absolvoval v roce 1924. Později v letech 1929–1944 vedl jako varhaník v kostele Friedenskirche ve Frankfurtu nad Mohanem pravidelné varhanní cykly a od roku 1933 vyučoval na Dr. Hoch’s Konservatorium. V roce 1938 se stal profesorem varhanní hry ve Frankfurtské hudební škole.
Po druhé světové válce založil ve Frankfurtu Institut für Kirchenmusik a od roku 1946 do 1981 působil jako varhaník v tamějším Dreikönigskirche. Zemřel 11. srpna 1991 ve Frankfurtu nad Mohanem. Je pochován na Sachsenhäuser Südfriedhof.

## Význam

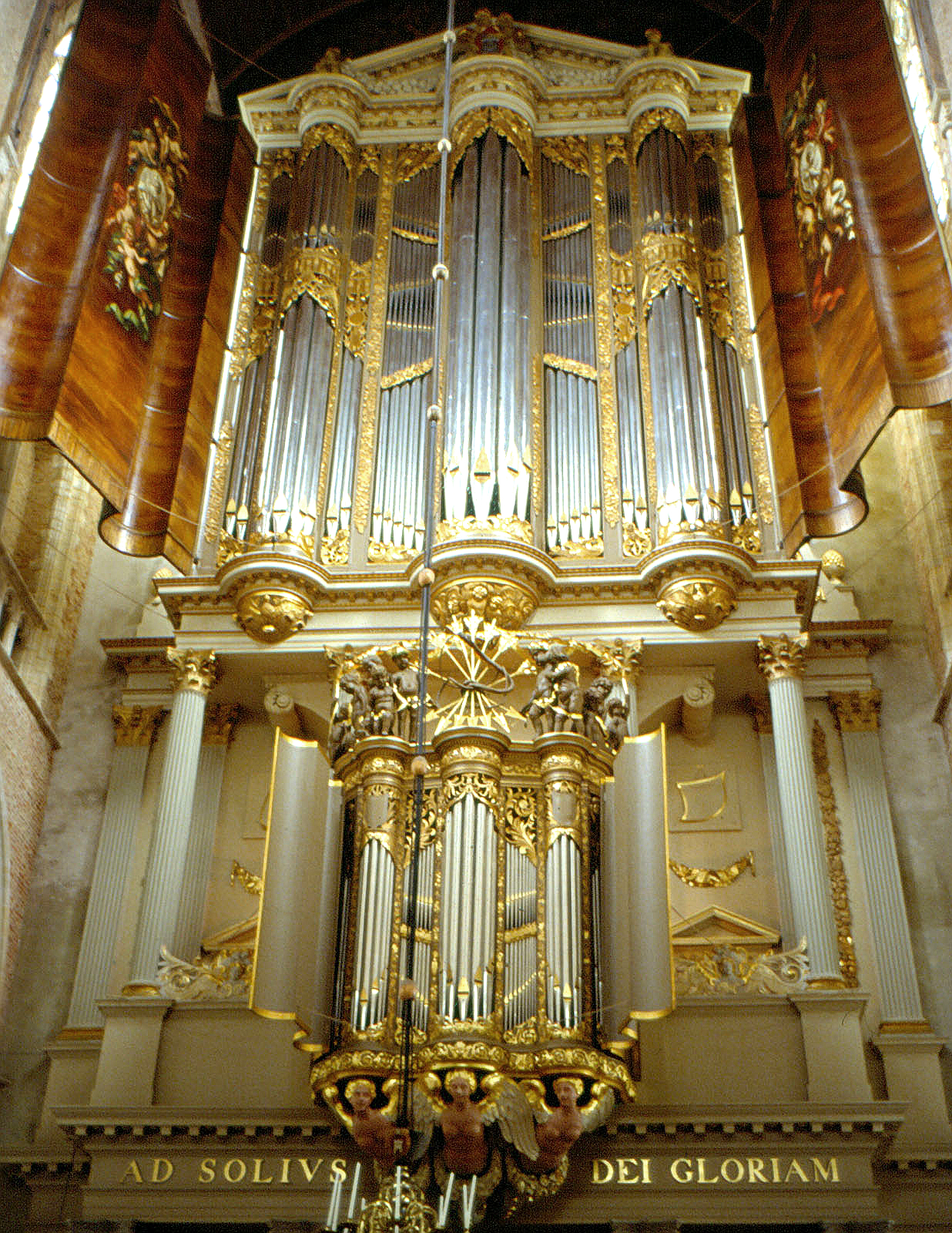
Velké varhany v kostele Grote of Sint-Laurenskerk v Alkmaaru (autor:F.C. Schnitger, 1725), na kterém Helmut Walcha nahrával Bachovo dílo.

Světové uznání získal především jako Bachův interpret. Učil se nové skladby tak, že mu hudebníci (včetně jeho matky a později i manželky) zahráli každé dílo čtyřikrát (ruce, pedál a celé dílo). Měl absolutní sluch a byl schopen se naučit skladby jejich poslechem. Jeho koncerty měly v uměleckých kruzích tu nejlepší pověst, při těchto koncertech uváděl všechna Bachova díla.
Dvakrát nahrál kompletní dílo Bachových varhanních skladeb: poprvé mono v letech 1947-1952, podruhé stereo v letech 1956 až 1971. Byly vydány ve firmě Deutsche Grammophon. V roce 1981 se definitivně rozloučil svým posledním koncertem se svou veřejnou koncertní činností.
Ve frankfurtské městské části Gallus byla po něm pojmenována ulice, město mu také v roce 1957 udělilo „Goetheplakette“. V roce 1987 byl oceněn „Záslužným řádem Spolkové republiky Německa.“

## Diskografie

### Díla J. S. Bacha

#### Kompletní nahrávky varhanních skladeb
- Organ Works: The 1947 - 1952 Recordings, 10 CD
- The Organ Works, 12 CD

#### Skladby pro cembalo/klavír
- Das Wohltemperierte Clavier, 4 CD
- Goldberg Variations

### Díla jiných umělců
- Dietrich Buxtehude: Orgelwerke